# Лизогубівська сільська рада
Лизогу́бівська сільська́ ра́да — колишня адміністративно-територіальна одиниця та орган місцевого самоврядування в Харківському районі Харківської області. Адміністративний центр — село Лизогубівка. Була ліквідована у 2020 році під час Адміністративно-територіальної реформи в Україні.

## Загальні відомості
Лизогубівська сільська рада утворена в 1923 році.
- Територія ради: 34,41 км²
- Населення ради: 2 443 особи (станом на 2001 рік)
- Територією ради протікають річки Уди, Рудка.

## Населені пункти
Сільській раді підпорядковані населені пункти:
- с. Лизогубівка
- с. Кирсанове
- с. Темнівка
- с. Хмарівка
- с. Шубіне

## Склад ради
Рада складалася з 20 депутатів та голови.
- Голова ради: Кануннікова Олександра Миколаївна
- Секретар ради: Овчинникова Ганна Миколаївна

### Керівний склад попередніх скликань
| Прізвище, ім'я, по батькові       | Основні відомості                                                         | Дата обрання | Дата звільнення |
| --------------------------------- | ------------------------------------------------------------------------- | ------------ | --------------- |
| Кануннікова Олександра Миколаївна | Сільський голова, 1952 року народження, освіта вища, позапартійна         | 26.03.2006   | 31.10.2010      |
| Кануннікова Олександра Миколаївна | Сільський голова, 1952 року народження, освіта вища, член Партії регіонів | 31.10.2010   |                 |

Примітка: таблиця складена за даними сайту Верховної Ради України

### Депутати
За результатами місцевих виборів 2010 року депутатами ради стали:

#### За суб'єктами висування
| Суб'єкт висування | Кількість обраних депутатів | %   |
| ----------------- | --------------------------- | --- |
| Партія регіонів   | 20                          | 100 |

#### За округами
| № округу        | Прізвище, ім'я, по батькові     | Дата визнання обраним | Освіта  | Партійна приналежність | Відомості про обраного депутата                                         |
| --------------- | ------------------------------- | --------------------- | ------- | ---------------------- | ----------------------------------------------------------------------- |
| Партія регіонів |                                 |                       |         |                        |                                                                         |
| 1               | Блудов Петро Євгенович          | 03.11.2010            | середня | член Партії регіонів   | пенсіонер                                                               |
| 2               | Петренко Костянтин Федорович    | 03.11.2010            | вища    | позапартійний          | пенсіонер                                                               |
| 3               | Сєчкіна Ольга Євгенівна         | 03.11.2010            | вища    | позапартійна           | пенсіонер                                                               |
| 4               | Масалова Ірина Дмитрівна        | 03.11.2010            | вища    | позапартійна           | Лизогубівська загальноосвітня школа І-ІІІ ст., вчитель                  |
| 5               | Овчиннікова Ганна Миколаївна    | 03.11.2010            | вища    | позапартійна           | Лизогубівська сільська рада, секретар сільської ради                    |
| 6               | Полозов Володимир Олександрович | 03.11.2010            | вища    | позапартійний          | приватний підприємець                                                   |
| 7               | Мудрий Володимир Михайлович     | 03.11.2010            | вища    | позапартійний          | Харківське державне авіаційне виробниче підприємство, начальник караулу |
| 8               | Сінєльнікова Світлана Іванівна  | 03.11.2010            | вища    | позапартійна           | Лизогубівська загальноосвітня школа І-ІІІ ст., вчитель                  |
| 9               | Блудов Володимир Михайлович     | 03.11.2010            | вища    | позапартійний          | приватний підприємець                                                   |
| 10              | Русанова Наталя Петрівна        | 03.11.2010            | вища    | позапартійна           | Лизогубівська загальноосвітня школа І-ІІІ ст., вчитель                  |
| 11              | Шевченко Іван Миколайович       | 03.11.2010            | середня | позапартійний          | ПФ «Дніпрометал сервіс», електрик                                       |
| 12              | Веденьйов Микола Іванович       | 03.11.2010            | середня | позапартійний          | Завод імені Малишева, водій                                             |
| 13              | Калугін Григорій Михайлович     | 03.11.2010            | середня | позапартійний          | Магазин «Продукти», продавець                                           |
| 14              | Горбунов Олександр Михайлович   | 03.11.2010            | вища    | позапартійний          | ВАТ «ХСАТП-2004», голова правління                                      |
| 15              | Блудов Олександр Васильович     | 03.11.2010            | вища    | позапартійний          | приватний підприємець                                                   |
| 16              | Святашов Володимир Михайлович   | 03.11.2010            | середня | позапартійний          | приватний підприємець                                                   |
| 17              | Блудова Наталя Вікторівна       | 03.11.2010            | середня | позапартійна           | тимчасово не працює                                                     |
| 18              | Блудов Микола Петрович          | 03.11.2010            | середня | позапартійний          | тимчасово не працює                                                     |
| 19              | Калужинов Михайло Петрович      | 03.11.2010            | вища    | позапартійний          | тимчасово не працює                                                     |
| 20              | Старов Володимир Михайлович     | 03.11.2010            | вища    | позапартійний          | приватний підприємець                                                   |